# Eirik Hegdal

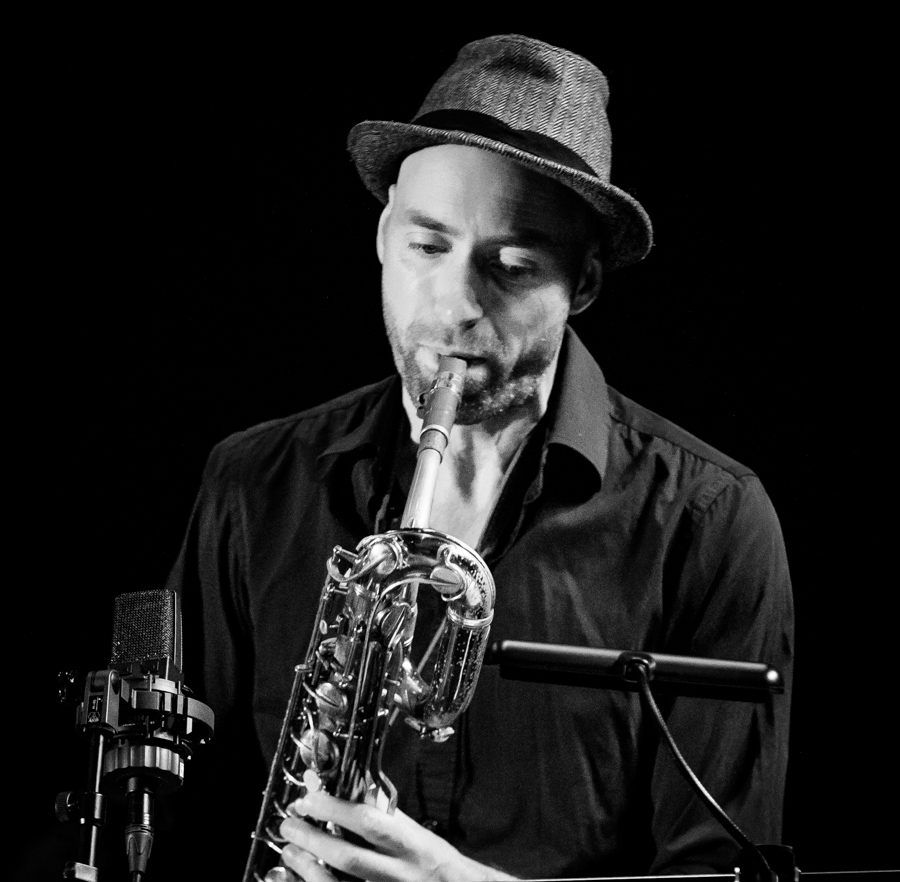
Eirik Hegdal, Kongsberg Jazzfestival 2017

Eirik Hegdal (* 3. Oktober 1973 in Gjøvik) ist ein norwegischer Jazzmusiker (Saxophone, Klarinette).

## Leben und Wirken
Hegdal wuchs in Inderøy auf, wo er zunächst Piano lernte. Mit acht Jahren erhielt er eine Klarinette, wechselte aber zunächst zum Altsaxophon. 1989–92 hatte er Unterricht an der Inderøy videregående skole und der Sund Folkehøyskole in Inderøy, wo 1993 erste Plattenaufnahmen entstanden (SFH 1993). In den folgenden Jahren studierte er Jazzmusik an der NTNU in Trondheim; dort gründete er die Formation Dingobats, die von 1995 bis 2005 bestand (mit Njål Ølnes, Tenorsaxophon, Thomas T. Dahl, Gitarre, Mats Eilertsen, Bass und Sverre Gjørvad, Schlagzeug), zu der Hagdal die meisten Kompositionen beisteuerte. Die Gruppe legte drei Alben vor, The New Dingobats Generation (1998), Pöck (2001) und Follow (2004).
Ab 1998 lebte Hegdal in Oslo; ab 2001 spielte er in Per Zanussis Formation Zanussi Five, mit der eine Reihe von Alben entstanden. Nach seiner Rückkehr nach Trondheim im folgenden Jahr wurde er Leiter des Trondheim Jazz Orchestra; außerdem arbeitete er mit dem Alpaca Ensemble, in den Formationen Angles 9 (mit Goran Kajfeš, Johan Berthling, Magnus Broo, Martin Küchen, Mats Äleklint, Mattias Ståhl), Brat (mit Kjetil Møster, Ole Morten Vågan, Ole Thomas Kolberg), Dingobats, Dog & Sky, En En En, Formo Tre & Metall, Lord Kelvin, im Trondheim Jazz Orchestra und mit Zanussi Five. Mit seiner Band Team Hegdal (u. a. mit André Roligheten, Gard Nilssen, Ole Morten Vågan) legte er ab 2010 zwei Alben vor. Im Bereich des Jazz war er zwischen 1993 und 2013 an 18 Aufnahmesessions beteiligt, u. a. auch mit Kristoffer Kompen, Marius Neset und Lorenz Raab. 2019 trat er mit Gard Nilssen’s Supersonic Orchestra auf dem Molde Jazz Festival auf (If You Listen Carefully the Music Is Yours).

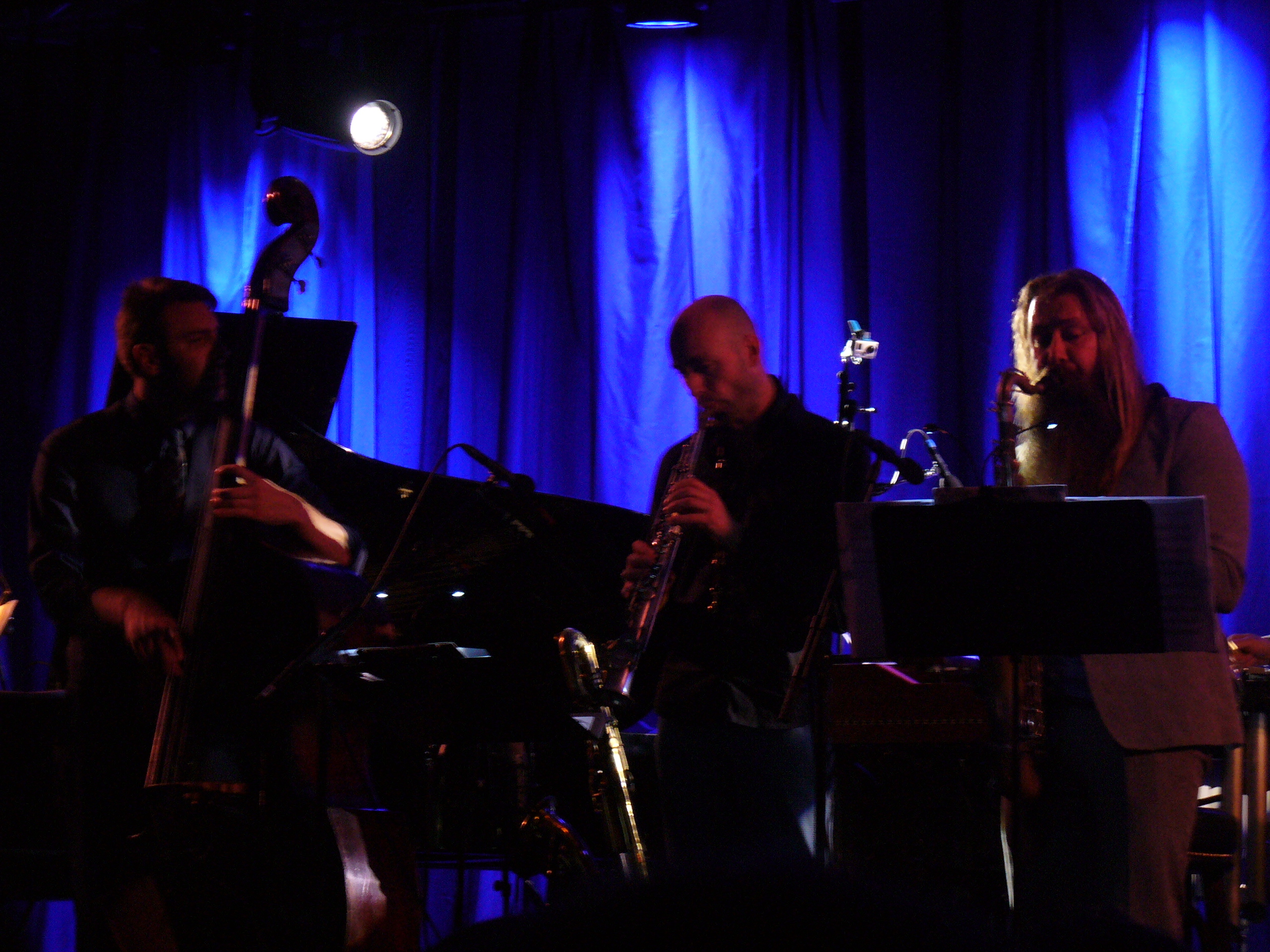
Eirik Hegdal mit Mats Eilertsen und Trygve Seim, (Vossajazz 2014)

 Hegdal erhielt 2006 den Auftrag zu einer Komposition, die auf dem Festival Moldejazz mit dem Trondheim Jazz Orchestra und Joshua Redman aufgeführt wurde. 2015 erhielt er den Spellemannprisen (mit seiner Band Team Hegdal in der Jazzkategorie für das Album Vol. 3). Hegdal lebt in Trondheim.

## Diskographische Hinweise
- Eirik Hegdal with Trondheim Jazz Orchestra: We Are ? (Jazzaway, 2004)
- Brat: Please Don't Shoot (Moserobie Music Production, 2005)
- Lord Kelvin: Dances in the Smoke (Jazzland Recordings, 2009), mit Gard Nilssen, Erik Johannessen
- Team Hegdal: Vol 1 (Øra Fonogram, 2010)
- Team Hegdal: Vol 2 (Øra Fonogram, 2011)
- Angles 9: In Our Midst (Clean Feed Records, 2013)
- Marius Neset & Trondheim Jazz Orchestra: Lion (ACT, 2013)
- Angles 9: Injuries (Clean Feed, 2014)
- Team Hegdal: Vol 3 (Particular Recordings, 2015)
- Eirik Hegdal, Jeff Parker, Ingebrigt Håker Flaten, Øyvind Skarbø: Superless (2023)
- Trondheim Jazz Orchestra & Espen Berg: Maetrix (2024)